# Butišnica
Butišnica – rzeka w Bośni i Hercegowinie oraz Chorwacji, prawy dopływ Krki. Jej długość wynosi 39 km.

## Opis
Swe źródła ma w Chorwacji na terenie Liki, 3,5 km na południowy zachód od wsi Kaldrma. Przepływa przez Golubićko i Kninsko polje. Odcinek Butišnicy stanowi granicę bośniacko-chorwacką. W Golubiciu na rzece funkcjonuje elektrownia wodna HPP Golubić. Do Krki wpada nieopodal Knina. Powierzchnia dorzecza wynosi 225,4 km².
Jej doliną rzeczną przebiega linia kolejowa Knin – Bihać.